# Borsika
A Borsika magyar eredetű női név, újabb keletű névadása borsikafű nevéből, ugyanakkor a Bors és Borsa nevek női párja is.

## Gyakorisága
Az újszülötteknek adott nevek körében az 1990-es években igen ritkán fordult elő. A 2000-es és a 2010-es években sem szerepelt a 100 leggyakrabban adott női név között.
A teljes népességre vonatkozóan a Borsika sem a 2000-es, sem a 2010-es években nem szerepelt a 100 leggyakrabban viselt női név között.

## Névnapok
március 11.